# Flávio Arns
Flávio Arns, né le 9 novembre 1950 à Curitiba, est un professeur et homme politique brésilien. Il est sénateur fédéral depuis le 1er février 2019 avec le Parti socialiste brésilien, et le fut précédemment entre 2003 et 2011. 
Élu député fédéral de Paraná en 1990, il alterne à plusieurs reprises entre le  Parti de la social-démocratie brésilienne, lorsque ce dernier était encore à gauche, et le Parti des travailleurs. Entre 2011 et 2015, il est vice-gouverneur de Paraná. En 2018, il rejoint brièvement le parti de centre-gauche Réseau auto-suffisant, avant de rejoindre Podemos entre 2020 et 2023.
En 2023, il annonce rejoindre le Parti socialiste brésilien et soutient le troisième gouvernement de Lula.

## Biographie

### Études et parcours professionnel
Il est le fils d'Osvaldo Arns et de Teresinha Mohr Arns. D'origine allemande, il est le petit-fils de Gabriel Arns et Helene Steiner, neveu de Zilda Arns et Dom Paulo Evaristo Arns. Il épouse Odenise Teresinha Arns, avec qui il a deux enfants, Caroline Arns et Osvaldo Arns Neto.
Diplômé en littérature de l'Université pontificale catholique du Paraná en 1972 et en droit de l'Université fédérale du Paraná en 1973, où il devient professeur. Il a complété, en 1979, une maîtrise en littérature et, en 1980, un doctorat en linguistique, axé sur le langage et le comportement, à l'Université Northwestern, aux États-Unis.
De 1983 à 1990, il est directeur du département d'éducation spécialisée du ministère de l'Éducation du Paraná. Il a été président de la Fédération nationale de l'APAE, de 1991 à 1995 et de 1999 à 2001. En 1995, il a été président de l'Association brésilienne des sports pour handicapés mentaux. Il a été vice-président de la Ligue internationale des entités en faveur des personnes handicapées mentales, de 1996 à 1998. 
Il a été président de la Fédération de l'APAE de l'État de Paraná, entre 1997 et 1999. Il a également été chef de la délégation brésilienne aux Jeux paralympiques d'été de 1992, à Madrid, en Espagne. Également membre du Conseil national des droits des personnes handicapées (CONADE) et de l'Association nationale des amis de la pastorale des enfants (ANAPAC).

### Parcours politique

#### Député et sénateur entre 1990 et 2011
Militant au sein du Parti de la social-démocratie brésilienne depuis 1988, il débute son parcours politique en 1990, lorsqu'il se présente en tant que député fédéral avec le PSDB. Il est élu et réélu à trois reprises en tant que député. En 2001, il quitte le parti et rejoint le Parti des travailleurs.
Avec le parti de gauche, il est élu sénateur en 2002 (pt). Au Sénat, il préside à cette époque la commission de l'éducation, de la culture et des sports, en plus d'avoir participé à titre de président de plusieurs commissions, comme la commission des droits de l'homme et la commission des Affaires sociales.
Lors des élections de 2006, il est candidat afin d'être élu gouverneur de l'état de Paraná, il termine à la troisième place, avec seulement 9,3% des voix.
Le 19 août 2009, il annonce qu'il quitte le PT, opposé à la façon dont le parti avait traité les plaintes contre le président du Sénat de l'époque, José Sarney (PMDB). Il revient la même année au sein du PSDB.

#### Candidat et élu Vice-gouverneur de Paraná
Lors des élections d'octobre 2010, il est candidat à la fonction de vice-gouverneur du Paraná sur la liste dirigée par Carlos Alberto Richa. Il remporte l'élection le 3 octobre 2010, dès le premier tour.
Lorsque Flávio Arns est investi en tant que vice-gouverneur du Paraná le 1er janvier 2011, sa suppléante Danimar Cristina Pereira da Silva, a assumé son mandat entre janvier et février 2011. 

#### Ralliement à REDE, élu sénateur et adhésion à Podemos puis au PSB
En juin 2017, il annonce son départ du PSDB, rejoignant le parti Réseau autosuffisant en avril 2018. Lors des élections parlementaires d'octobre 2018, il est à nouveau élu sénateur, sept ans après avoir quitté sa fonction. Les deux suppléants de Flávio Arns sont également membres du Réseau autosuffisant. Au Sénat, il est élu vice-président de la commission de l'éducation, de la culture et du sport.
En 2020, il est rapporteur au Sénat sur un projet de loi qui établit des institutions permanentes sur l'Éducation et une plus grande participation de l'État à son financement. La proposition est approuvée à l'unanimité. 
En août 2020, il annonce rejoindre le parti de centre-droit Podemos (PODE). En janvier 2023, Flávio Arns rejoint le Parti socialiste brésilien. En mars, il est élu président de la commission de l'Éducation, de la culture et des sports.